# Schienenverkehr in Madagaskar

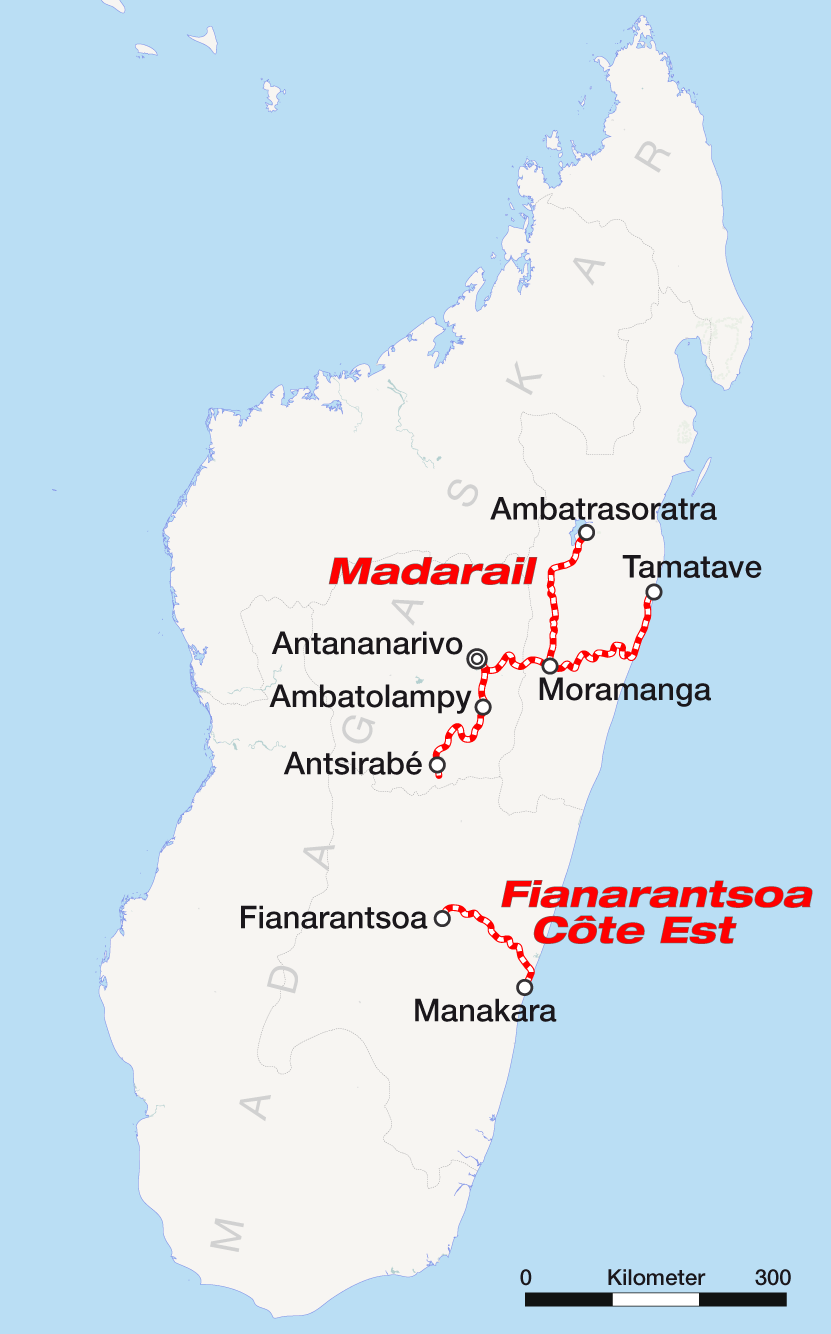
Schienennetz

Der Schienenverkehr in Madagaskar findet auf mehreren Strecken statt. Er ist konzessionell auf zwei Gesellschaften aufgeteilt: Die nördlichen drei Linien, die ihren Ausgangspunkt am größten Seehafen Madagaskars haben und die den Bahnhof der Hauptstadt Antananarivo einschließen, werden von Madarail betrieben, die südliche Linie (Réseau Sud) von der Gesellschaft Fianarantsoa Cote Est (FCE). Das Streckennetz aller vier Linien ist etwa 670 Kilometer lang (Stand 2020). Gefahren wird auf Meterspur.

## Geschichte

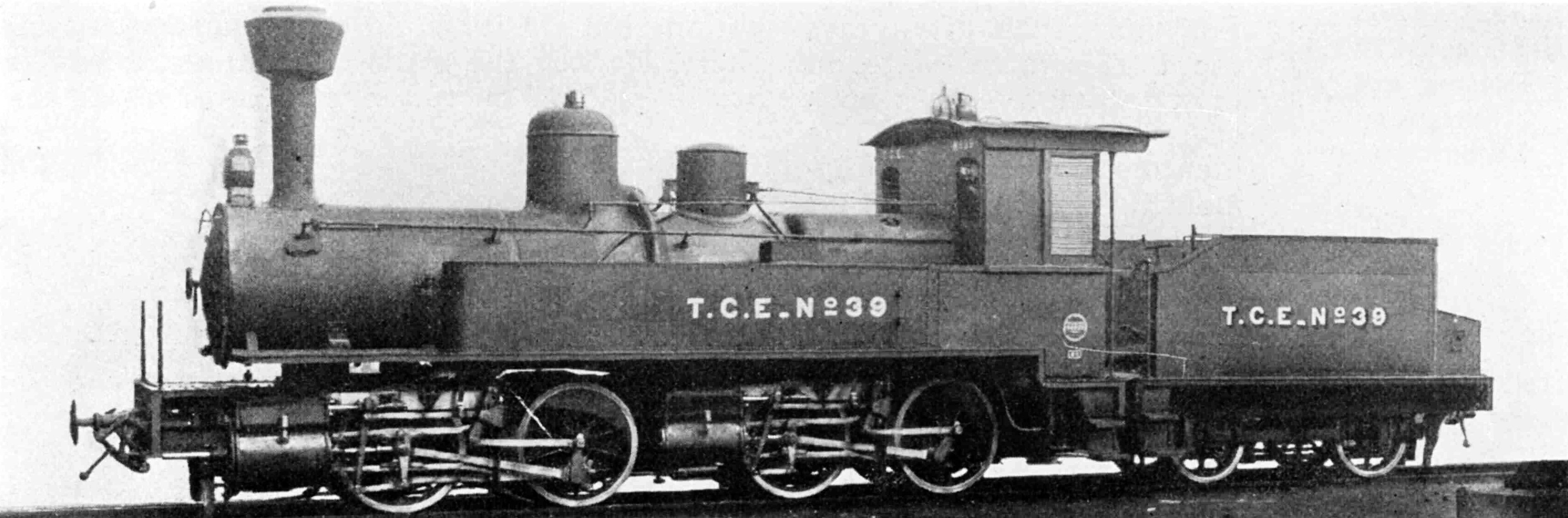
Mallet der C.de F.de Madagascar

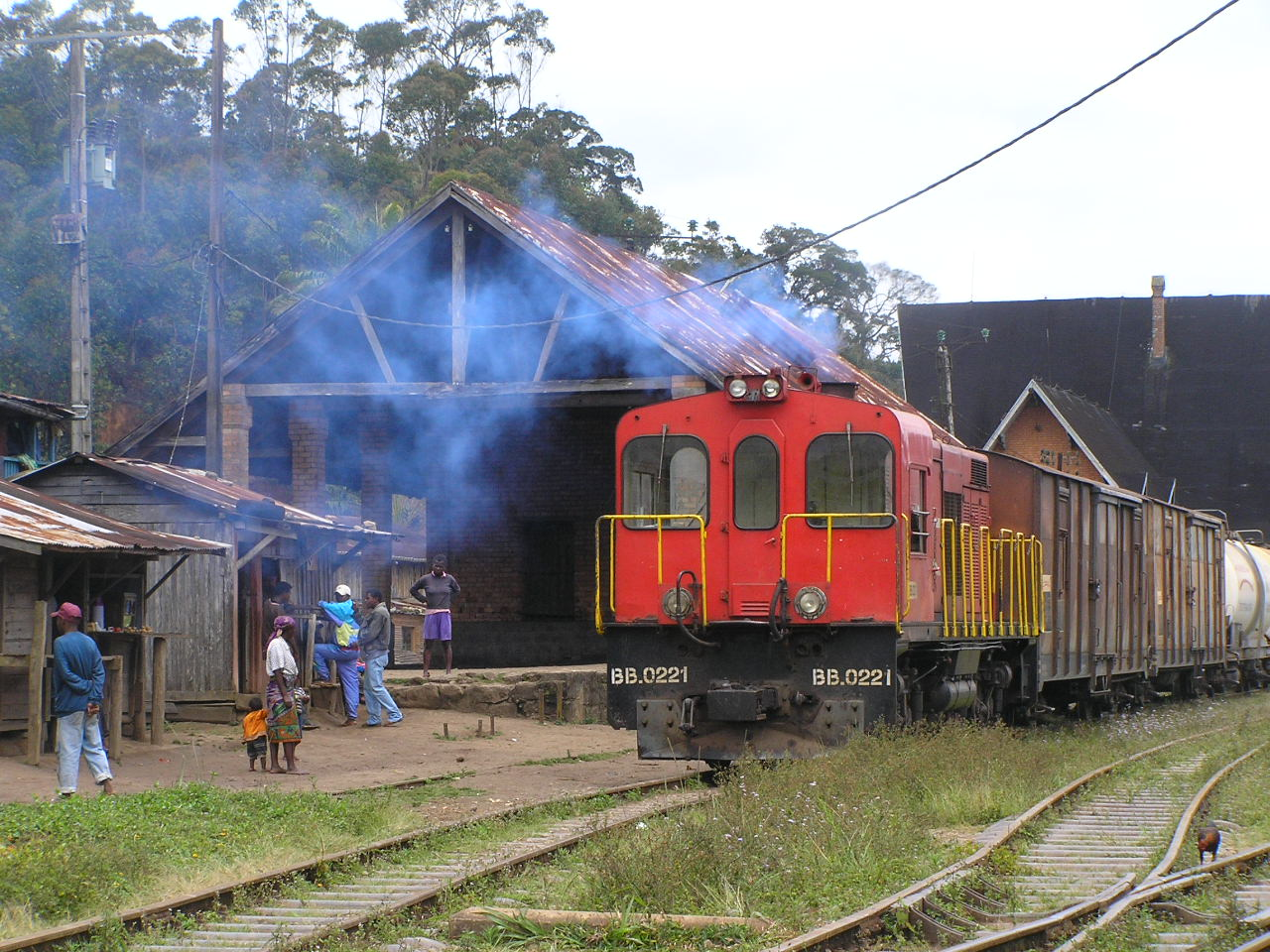
Güterzug in Andasibe

Bereits vor 1900 wurden die Bahnstrecke Diego Suarez–Camp d’Ambre sowie eine 350 Kilometer lange Straße von der Binnenhafenstadt Maevatanana am schiffbaren Ikopa, der die Stadt mit Mahajanga verbindet, nach Antananarivo erbaut. Doch schon bald erkannte man, dass der Haupthafen Tamatave mit der Hauptstadt Antananarivo verbunden werden musste. 1896 begannen die ersten Arbeiten einer Eisenbahntrasse vom Canal des Pangalanes bis nach Ampasimanolotra (früher: Brickaville). Ab 1901 wurde der Bahnbau ab Brickaville in Angriff genommen. Das Baumaterial und die Schienen wurden auf Ozeanfrachtern nach Tamatave gebracht und von dort per Schaluppe nach Brickaville geschifft.
Die Einweihung der Strecke zwischen dem damaligen Brickaville und Antananarivo erfolgte am 1. Oktober 1909. Daran anschließend wurde die Linie von Brickaville nach Tamatave in Angriff genommen, die fast ausschließlich gerade in nordöstliche Richtung entlang der Küstenlinie verläuft. Die Gesamtlänge beträgt 369 km. Als Nächstes wurde in den Jahren 1914 bis 1923 die Stichbahn von Moramanga zum Alaotra-See gebaut (168 km), die hauptsächlich für den Zuckerrohrtransport vorgesehen war. 1924 erfolgte die Verlängerung der Strecke von Antananarivo nach Antsirabe (158 km), in den Jahren von 1926 bis 1936 schließlich die Strecke Manakara–Fianarantsoa (163 km). Zusätzlich gibt es noch einige wenige Stichbahnen, deren längste mit 19 Kilometern den Chromabbau in Morarano bedient.
Die geplante Verbindung der Strecken zwischen Antsirabe und Fianarantsoa sowie eine mögliche Verlängerung nach Süden bis nach Tulear und Fort-Dauphin wurden nie verwirklicht, so dass in Madagaskar zwei unabhängige Inselbetriebe existieren.
Seit der Unabhängigkeit Madagaskars 1958 bis 2003 wurde der Staatsbetrieb völlig heruntergewirtschaftet. Von den zuletzt sieben Lokomotiven war nur noch eine fahrbereit, der Lohn der Mitarbeiter war sieben Monate rückständig. In dieser Situation wurde der Betrieb in zwei Hälften geteilt und privatisiert. Der wesentlich größere nördliche Teil ging an die Madarail. Die Konzession wurde auf 25 Jahre festgelegt und beinhaltet einen Kredit in Höhe von sechs Millionen US-Dollar für den Erwerb von fünf fabrikneuen Lokomotiven. Die Finanzierung teilen sich je zur Hälfte die Weltbank und die Europäische Investitionsbank. Neben diesen Neuanschaffungen unterstützt die Weltbank Madarail mit insgesamt 50 Millionen US-Dollar. Davon werden 175 km Bahnstrecken erneuert und 235 km sowie sieben Brücken verstärkt. Außerdem ist die Renovierung des Bahnhofes von Andasibe vorgesehen.

## Nordnetz

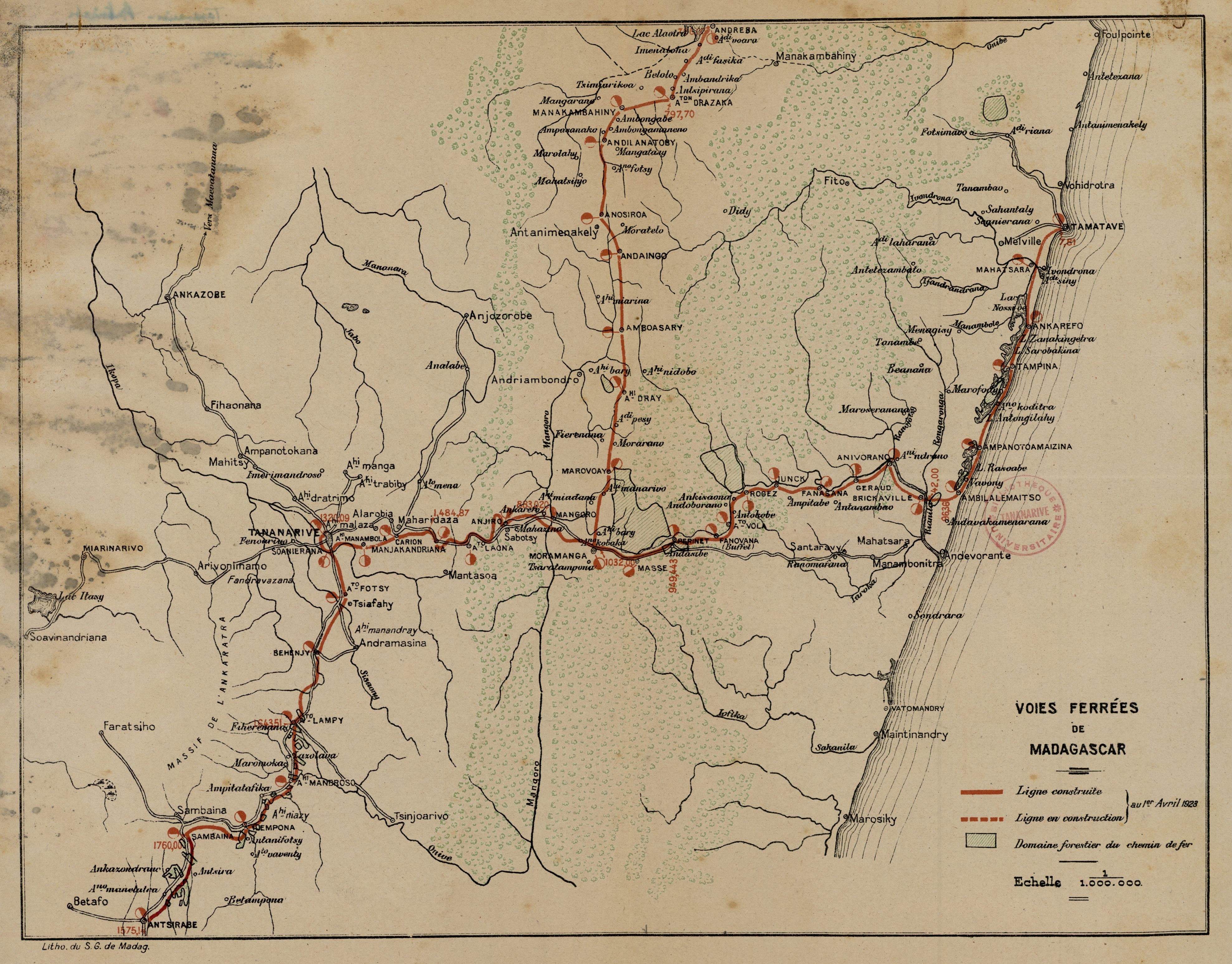
Streckennetz der Bahn 1923

Auf einem Teilstück des Nordabschnittes bedient Madarail auch wieder den Personenverkehr: Die 250 Kilometer lange Strecke zwischen der Hafenstadt Toamasina und dem Knotenbahnhof Moramanga. Die Züge verkehren drei Mal wöchentlich in beide Richtungen und bedienen 17 Bahnhöfe und neun Haltepunkte innerhalb von zwölf Gemeinden entlang der Strecke. Die Fahrtzeit beträgt zwischen 13 und 18 Stunden. In drei Personenwaggons werden so monatlich 5.600 Fahrgäste befördert.
Auf der Website von Madarail wird im Jahr 2023 nur noch die Verbindung zwischen Ambila-Lemaitso und Moramango angeboten. Diese wird zwei Mal pro Woche in jede Richtung bedient.
Im Dezember 2008 wurde der Stadt Antananarivo von der Schweizer Forchbahn einige Straßenbahnfahrzeuge zur Verfügung gestellt. Die sechs BDe-4/4-Triebwagen und einige Steuerwagen wurden eigens dafür mit Dieselmotoren umgerüstet. Die Strecke soll die Achse Alarobia (stade d'alarobia) – Soarano (Bahnhof) Soanierana – Tanjombato – Ambatofotsy – etwa in Nord-Süd-Richtung quer durch das Stadtzentrum bedienen. Da die Straßenbahn auf ehemaligen Eisenbahngleisen des Güterverkehrs verkehren soll, ist sie an das Streckennetz der Eisenbahn angeschlossen. Die politische Instabilität seit März 2009 verhinderte jedoch bisher, dass die Pläne umgesetzt werden. So warten die Kompositionen der Forchbahn bis heute im Bahnhof Soarano auf ihren ersten Einsatz (2020).
Das Ministerium für Transport und Meteorologie gab im Juli 2023 bekannt, dass die Stadtbahn Antananarivo zwischen den Stationen Soarano und Amaronakona am 15. August 2023 den Betrieb aufnehmen sollte. Die zwölf Kilometer lange Strecke soll vier Bahnhöfe und vier Haltepunkte bedienen. Die Betriebsaufnahme erfolgt im Dieselbetrieb, eine Umstellung auf elektrischen Betrieb soll im Laufe des nächsten Jahres erfolgen. Die angekündigte Eröffnungsfahrt fiel allerdings aus.
Streckennetz nach Angaben von Madarail:
- Bahnstrecke Antananarivo–Toamasina – 372 km, Madarail Depot–Bahnhof Toamasina ungenutzt
  - mit Zweigstrecke Madarail Depot–Port Toamasina 2 km
  - mit Zweigstrecke Soarano–Alarobia (Antananarivo) 4 km, etwa 3 km bis Logistique Petrolière nutzbar
  - mit Zweigstrecke Andasibe nach Norden – Daten unbekannt[12]
- Bahnstrecke Moramanga–Lac Alaotra  – 142 km bis Ambatondrazaka, nach Lac Alaotra nicht in Betrieb
  - mit Zweigstrecke Vohidiala–Morarano Chrome – 16 km
- Bahnstrecke Antananarivo–Vinaninkarena – 164 km, nur bis Antsirabe in Betrieb

Im Dienstgebrauch werden die Strecken mit den Anfangsbuchstaben abgekürzt, so wird aus Antananarivo–Toamasina „TCE“ (Tananarive–Côte Est), Moramanga–Lac Alaotra „MLA“, Vohidiala–Morarano Chrome „VMC“ und Antananarivo–Vinaninkarena „TA“ (Tananarive–Antsirabe). Die Stadtstrecke nach Alarobia trägt das Kürzel „TWS“.

## Südstrecke
| Eisenbahnbrücke über einen der zahlreichen Flüsse |                     |                                            |                                            |
| Streckenlänge: | 163 km              |                                            |                                            |
| Spurweite: | 1000 mm (Meterspur) |                                            |                                            |
| |                     |                                            |                                            |
| \| \| 0,0 \| Manakara \| Manakara \| \| \| 2,1 \| Manakara-Flughafen – Querung der Landebahn \| Manakara-Flughafen – Querung der Landebahn \| \| \| \| Mananano \| \| \| \| \| Marofarihy \| \| \| \| 11,4 \| RN 12 \| RN 12 \| \| \| \| Mizilo \| \| \| \| \| Sahasinaka \| \| \| \| \| Ionilahy \| \| \| \| \| Ambinany Manampatrana \| \| \| \| \| RN 14 \| \| \| \| \| Tolongoina \| \| \| \| \| Sahambavy \| \| \| \| \| \| \| \| \| \| Ambalakely \| \| \| \| \| Matsiatra \| \| \| \| 160,6 \| Antavivola \| Antavivola \| \| \| 162,5 \| Fianarantsoa \| Fianarantsoa \| |                     |                                            |                                            |
| Kopfbahnhof Streckenanfang | 0,0                 | Manakara                                   | Manakara                                   |
| | 2,1                 | Manakara-Flughafen – Querung der Landebahn | Manakara-Flughafen – Querung der Landebahn |
| Brücke über Wasserlauf |                     | Mananano                                   | Mananano                                   |
| Bahnhof |                     | Marofarihy                                 | Marofarihy                                 |
| Bahnübergang | 11,4                | RN 12                                      | RN 12                                      |
| Bahnhof |                     | Mizilo                                     | Mizilo                                     |
| Bahnhof |                     | Sahasinaka                                 | Sahasinaka                                 |
| Brücke über Wasserlauf |                     | Ionilahy                                   | Ionilahy                                   |
| Bahnhof |                     | Ambinany Manampatrana                      | Ambinany Manampatrana                      |
| Bahnübergang |                     | RN 14                                      | RN 14                                      |
| Bahnhof |                     | Tolongoina                                 | Tolongoina                                 |
| Bahnhof |                     | Sahambavy                                  | Sahambavy                                  |
| Brücke über Wasserlauf |                     |                                            |                                            |
| Bahnhof |                     | Ambalakely                                 | Ambalakely                                 |
| Brücke über Wasserlauf |                     | Matsiatra                                  | Matsiatra                                  |
| Bahnhof | 160,6               | Antavivola                                 | Antavivola                                 |
| Kopfbahnhof Streckenende | 162,5               | Fianarantsoa                               | Fianarantsoa                               |

Bis Januar 2008 war die südliche Strecke über fünf Jahre die einzige, die für Personenverkehr eingerichtet war. Sie ist für Eisenbahnfans sehr interessant, weil auf 163 Kilometern 67 Brücken überquert und 48 Tunnel durchfahren werden. Außerdem wird bei 22° 7′ 18,9″ S, 48° 1′ 11,4″ O eine Flugzeuglandebahn niveaugleich gekreuzt. Die betriebliche Abkürzung für die Südstrecke lautet „FCE“ (Fianarantsoa–Côte Est).

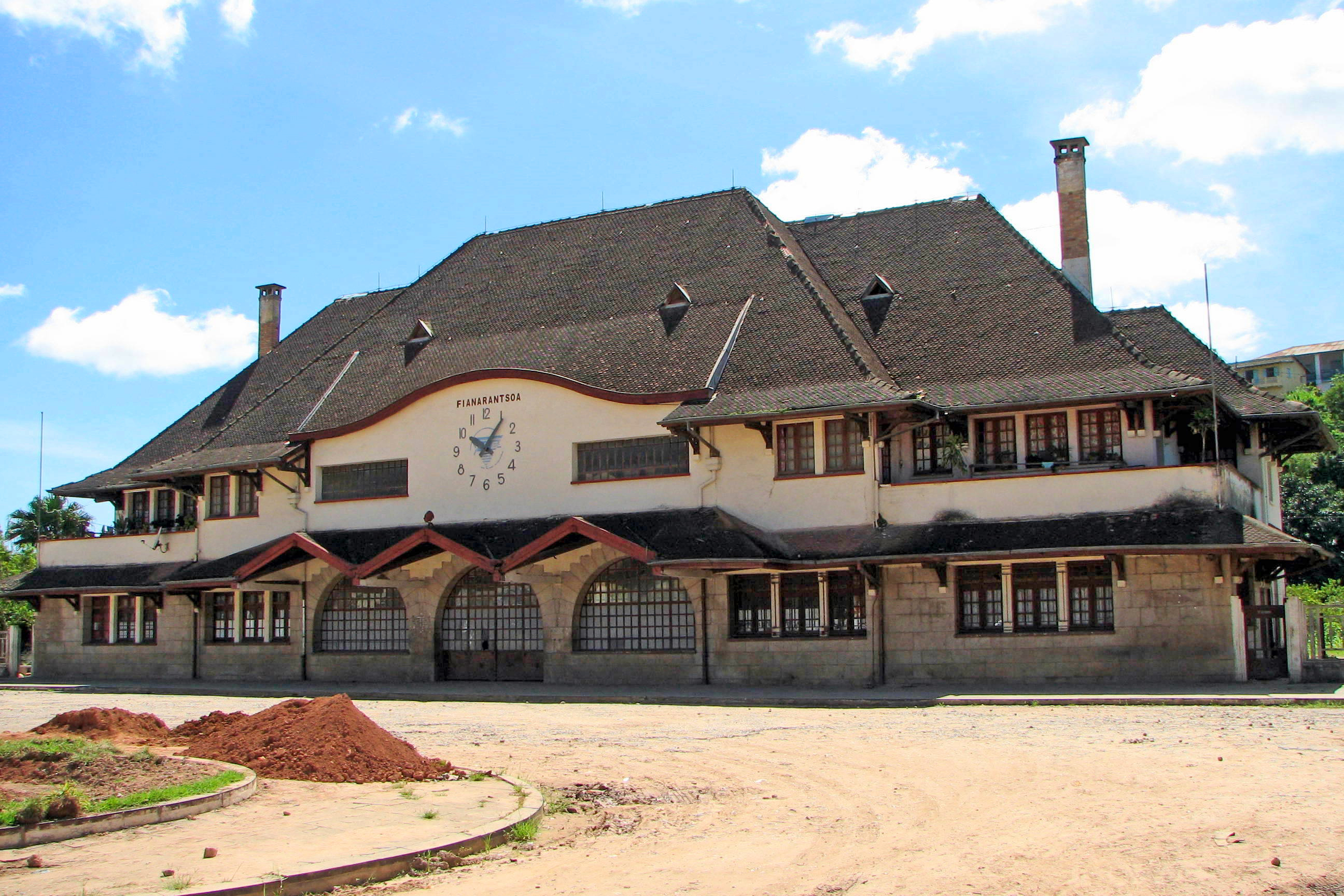
Bahnhofsgebäude von Fianarantsoa (2007)
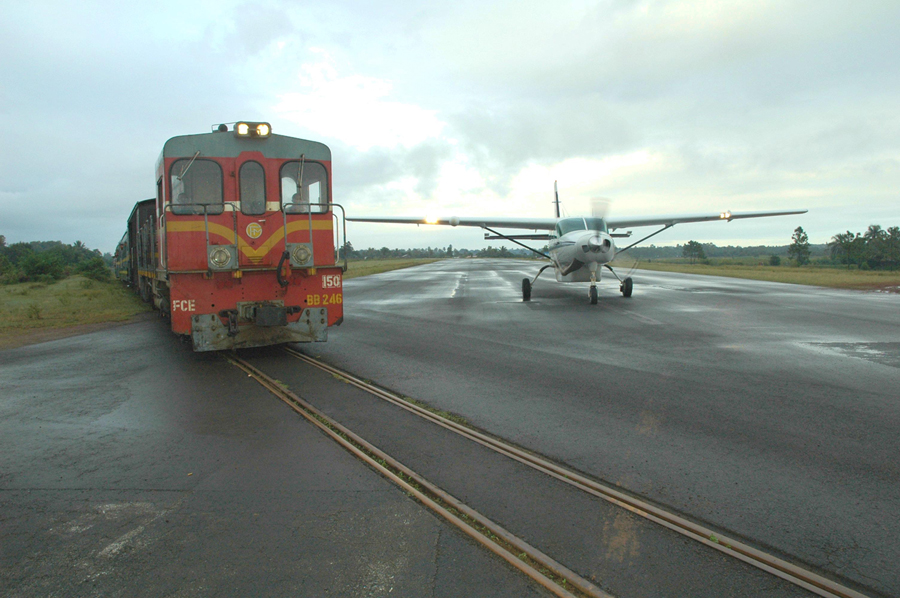
Zug kreuzt die Start- und Landebahn des Flughafens Manakara
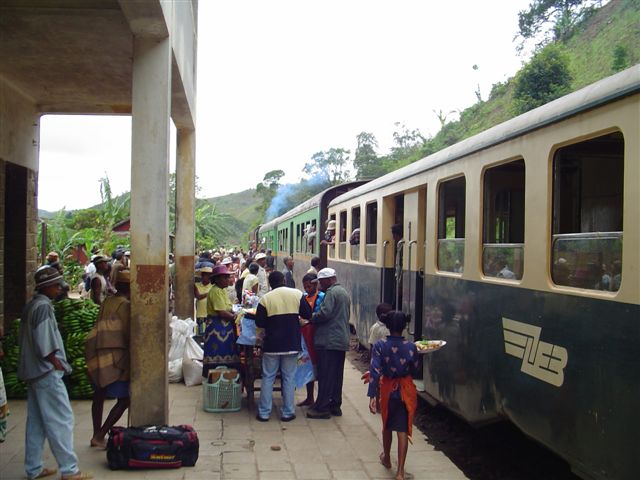
Personenzug auf der Südstrecke
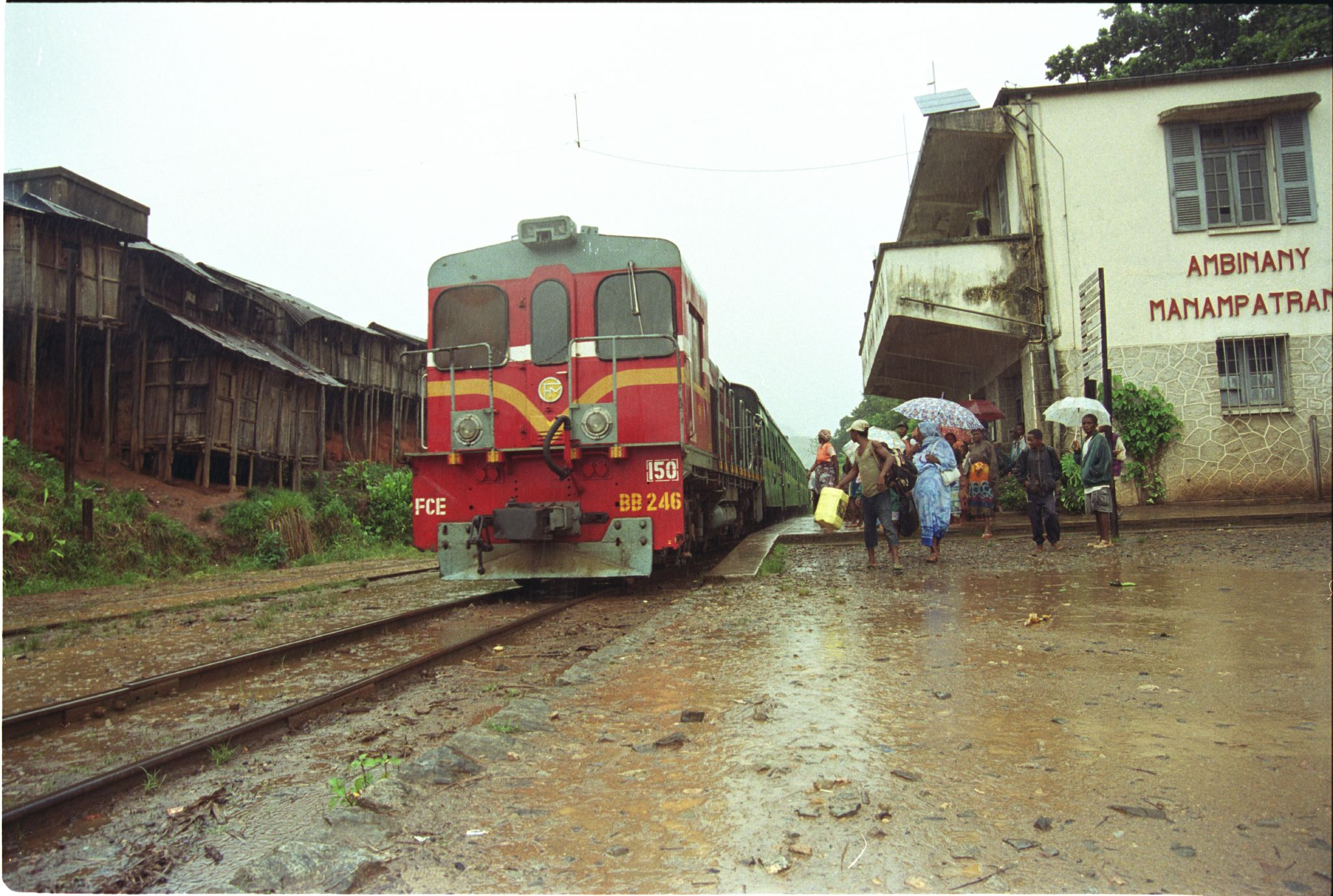
Bahnhof Manampatrana